# Best Coast
Best Coast (МФА:[best kəʊst], в пер. с англ. — Лучший берег) — американская инди-рок-группа из Лос-Анджелеса. Её музыку часто относят к поджанрам гаражного рока, сёрф-попа и лоу-фая. В состав входят вокалистка и автор песен Бетани Косентино и мультиинструменталист Бобб Бруно. Хотя Бруно исполняет партию ударных на их записях, у группы были также несколько концертных барабанщиков, в частности бывший ударник Vivian Girls Али Кёлер.
Выпустив несколько 7-дюймовых синглов на небольших независимых лейблах, группа подписала контракт с лейблами Mexican Summer в США и Wichita Records в Европе, на которых был издан дебютный альбом Crazy for You в июле 2010 года. Старый материал Best Coast решили не включать в пластинку. В издании Pitchfork Media Crazy for You занял 39-е место в списке лучших дисков 2010 года.
В августе 2011 года группа выпустила срежиссированный Дрю Бэрримор видеоклип «Our Deal», в котором снялись Хлоя Морец, Миранда Косгроув, Тайлер Пози, Дональд Гловер, Шейлин Вудли и Алия Шокат. Осенью Best Coast приступили к записи второго альбома, продюсером которого стал Джон Брайон.

## Дискография
- Crazy for You (2010)
- The Only Place (2012)
- California Nights (2015)
- Always Tomorrow (2020)